# 도화임본
도화임본(圖畵臨本)은 1906년 제정된 보통학교령에 의한 시행규칙에 따라 학부에서 편찬하여 발행한 우리나라 최초의 국정 미술교과서이다. 2018년 8월 6일 문화재 등록 예고를 거쳐, 2018년 10월 1일 대한민국의 국가등록문화재 제733호로 지정되었다.

## 지정 사유
배우이자 영화감독인 윤봉춘(尹逢春, 1902∼1975)이 1935년부터 1937년까지 기록한 일기이다. 윤봉춘은 함북 회령 출신으로 항일운동에 가담했다가 두 번의 옥고를 치르고, 출옥 후에는 민족적 성향이 강한 영화를 제작함으로써 항일민족의식 고취에 공헌하였다. 이 일기에는 일제강점기 영화계와 영화인들에 대한 이야기, 영화 제작 기구와 시스템, 제작비, 흥행실적, 임금 등이 상세히 기록되어 있으며, 독자적이고 주체성을 보이려는 영화인의 의지와 사고 형성과정까지 살필 수 있는 소중한 예술분야의 기록물로서 평가받고 있다. 정부에서는 고인의 공훈을 기리어 1993년에 건국훈장 애국장을 추서하였다.

## 참고 자료
- 도화임본 - 국가유산청 국가유산포털